# Peronodoris rehderi
Peronodoris rehderi Er. Marcus & Ev. Marcus, 1970 è un mollusco nudibranchio della famiglia Discodorididae. È l'unica specie nota del genere Peronodoris.